# 試製五式十五糎自走砲
試製五式十五糎自走砲ホヌ（しせいごしきじゅうごせんちじそうほう ほぬ、試製5式15cm自走砲 ホヌ）は第二次世界大戦末期に日本陸軍が計画した自走砲である。研究開発は第一陸軍技術研究所が担当した。
自走式の火砲としての研究自体は1941年（昭和16年）12月から開始された。これは車体に九五式重戦車を選定し、搭載砲には九二式十糎加農砲、または九六式十五糎榴弾砲を用いる予定だった。1943年（昭和18年）8月に試作車を竣工し、12月から試験を開始する予定が立てられていた。しかしその後、計画は放棄された。
1945年（昭和20年）2月、第一陸軍技術研究所は、十五糎砲を搭載する自走砲を再度検討した。これはアメリカ軍の大型戦車に対抗できる自走砲を開発する必要があったためである。計画では5月に設計を完了したのち大阪造兵廠で試作、8月に試作完了したのち大津川で竣工試験し、9月に大津川射場で機能試験、10月に伊良湖射場で砲を試射し弾道を試験、11月に実用試験というものであった。
名称としてホチが長く使われていたが、こちらの車両は新型中戦車（甲）の車体（のちの四式中戦車）を使った10.5ｃｍ砲（砲種は研究開始前に中止のため不明。）を搭載した砲戦車の名称として使われており、こちらの車両がホチ車である。
開発時期及び同時期に開発されていた砲戦車の名称からしてこの車両の名称はホヌ車ではないのかと強く伺える。理由としてホト車の開発時期（昭和19年末：ホロ車の開発後）とホル車の開発時期（昭和２０年2月）の間に開発が始まったことと名称は開発前あるいは中に決めるための2つがあげられます。
構造としては九七式中戦車の車台に、九六式十五糎榴弾砲を砲架を改造して搭載する予定だった。実際に、砲は砲架を改造したものが大阪造兵廠で完成された。大津川射場で試射を行ったものの、車載されることはなかった。8月7日の段階で自走砲の図面が完成していたとされる。
ほか、1944年（昭和19年）度中に計画が中止されたとも1945年（昭和20年）に1輌が完成したとも言われている。